# تتراسين
تتراسين هو هيدروكربون عطري متعدد الحلقات له الصيغة الكيميائية C18H12، ويكون على شكل بلورات برتقالية اللون.
يمكن اعتبار مركب تتراسين بنيوياً على أنه اندماج بين أربع حلقة بنزين على شكل خطّي، بالتالي فهو من الأسينات.

## الوفرة الطبيعية
هناك ارتباط بين نسبة الكربون في الكون وبين الهيدروكربونات العطرية متعددة الحلقات، حيث أن أكثر من 20% من الكربون في الكون مترافق ومرتبط في مركبات PAHs، ومنها التتراسين.
يوجد التتراسين طبيعياً في قطران الفحم، ويمكن الحصول عليه منه بعملية تقطير. أما مخبرياً فيمكن أن تتم عملية التحضير من تفاعل أنهيدريد الفثاليك مع مشتق النفثالين الموافق.

## الخواص

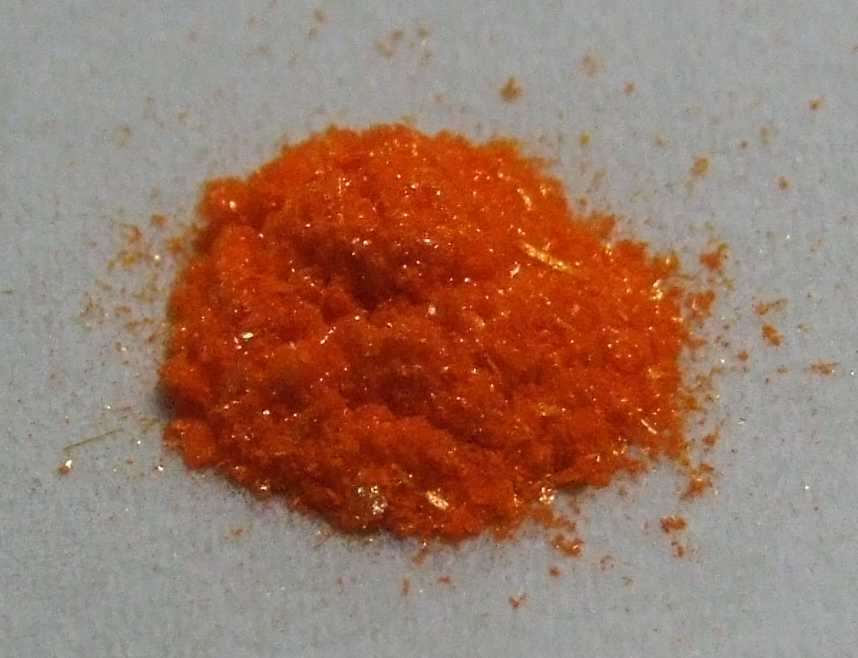
عينة من بلورات التتراسين

يوجد المركب على شكل بلورات برتقالية ضعيفة الانحلال في الماء، لكنها تنحل بشكل جيد في المذيبات العضوية.
تبدي محاليل التتراسين العضوية عند تعريضها للأشعة فوق البنفسجية خواصاً فلورية.

## الاستخدامات
يعد مركب التتراسين من أشباه الموصلات العضوية، ويستخدم في تركيب الصمامات الثنائية العضوية الباعثة للضوء (OLEDs).
كما يستخدم التتراسين في كوسط اكتساب في ليزر الصبغة وذلك كمحسّس ضوئي Photosensitizer في الضيائية الكيميائية.